# Naturschutzgebiet Brachtper Bruch
Das Naturschutzgebiet Brachtper Bruch ist ein 17,28 ha großes Naturschutzgebiet (NSG) südöstlich vom Dorf Brachtpe im Stadtgebiet von Drolshagen im Kreis Olpe in Nordrhein-Westfalen. Es wurde 2008 vom Kreistag mit dem Landschaftsplan Nr. 4 Wenden – Drolshagen ausgewiesen.

## Gebietsbeschreibung
Bei dem NSG handelt es sich um einen Biotopkomplexes aus Quellen und Quellbächen, Bruchwald und einem Buchenaltholzbestand. Im Bruchwald befinden sich torfmoosreiche Erlen-Auenwälder und Birken-Moorwälder. In diesen Feucht- und Nasswälder kommen Arten wie Hirse-Segge, Preiselbeere, Schnabel-Segge, Stern-Segge, Schmalblättriges Wollgras und Sumpf-Veilchen vor.